# Hans Sterneder
Hans Sterneder (* 7. Februar 1889 in Eggendorf, Gemeinde Paudorf; † 24. März 1981 in Bregenz) war ein österreichischer Schriftsteller.

## Leben
Hans Sterneder war das uneheliche Kind eines Gutsbesitzersohnes und einer Bauernmagd und lebte zunächst in der Keusche seiner Großmutter. Nach dem frühen Tod seines Vaters wurde er auf dem Gut des reichen Großvaters aufgenommen, der ihm den Besuch des Gymnasiums ermöglichte. Nach der Reifeprüfung begab sich Sterneder von 1909 bis 1911 als Walzbruder auf eine Wanderschaft quer durch Europa. Während dieser Zeit machte er die auf ihn starken Einfluss ausübende Bekanntschaft des Philosophen Ernst Haeckel, des Malers Hans Thoma sowie, über Empfehlung von Peter Rosegger, des Schriftstellers Richard Voß. Ab 1912 absolvierte Sterneder das ihm von Richard Voss finanzierte Lehrerseminar in Wien und unterrichtete anschließend als Lehrer an einer steirischen Dorfschule. Seine Erfahrungen als Lehrer bildeten die Grundlage seines Romandebüts Der Bauernstudent. Während seine frühen Werke geprägt sind von des Autors starker Naturverbundenheit und einer kosmisch-religiösen Lebenseinstellung, bildeten ab dem Roman Der Wunderapostel mystische und esoterische Themen den Schwerpunkt in Sterneders Schaffen. Im Alter von 35 Jahren vollzog Sterneder inhaltlich den Schritt vom Schriftsteller zum visionären Prediger.
Hans Sterneder lebte als freier Autor im niederösterreichischen Gloggnitz und später in Bregenz. Nach dem Anschluss Österreichs an das Deutsche Reich im Jahre 1938 erschienen bis zum Ende des Dritten Reiches keine Werke Sterneders mehr; 1944 befand sich der Autor zeitweise in Haft. Nach 1945 konnte er nicht mehr an seine literarischen Erfolge der Zwanziger- und Dreißigerjahre anknüpfen, und obwohl seit 1963 ein Verein der Freunde des Dichters Hans Sterneder existierte, geriet Sterneder weitgehend in Vergessenheit. 
Hans Sterneder war Mitglied des Österreichischen PEN-Clubs. 1976 wurde ihm das Österreichische Ehrenkreuz für Wissenschaft und Kunst verliehen.

## Werke
- Der Bauernstudent, Leipzig 1921 – archive.org
- Der Sonnenbruder, Leipzig 1922
- Der Wunderapostel, Leipzig 1924
- Die Zwei und ihr Gestirn, Leipzig 1927
- Frühling im Dorf, Leipzig 1928
- Der Sang des Ewigen, Leipzig 1928
- Sommer im Dorf, Leipzig 1930
- Die Neugeburt der Ehe, Leipzig 1931
- Der seltsame Weg des Klaus Einsiedel, Leipzig 1933
- Der Edelen Not, Leipzig 1938
- Der Schlüssel zum Tierkreis-Geheimnis und Menschenleben, München 1956
- Die große Verwandlung, München 1958
- Das kosmische Weltbild, Garmisch-Partenkirchen 1963
- Also spricht die Cheops-Pyramide, Freiburg i. Br. 1968